# Southampton (Bermudas)
Southampton é uma paróquia do arquipélago das ilhas Bermudas.